# Молдавија на Зимским олимпијским играма 2010.
Молдавији је ово било пето учешће на Зимским олимпијским играма. Делегацију Молдавије, на Зимским олимпијским играма 2010. у Ванкуверу представљало је 7 такмичара (5 мушких и две жене).
Олимпијски тим Молдавије је остао у групи екипа које нису освојиле ниједну медаљу.
Заставу Молдавије на церемонијама отварања и затварања Олимпијских игара 2010. носио је биатлонац Виктор Пинзару.

## Учесници по спортовима
| Спорт           | Мушкарци | Жене | Укупно |
| --------------- | -------- | ---- | ------ |
| Алпско скијање  | 2        | 0    | 2      |
| Биатлон         | 1        | 1    | 2      |
| Скијашко трчање | 1        | 1    | 2      |
| Санкање         | 1        | 0    | 1      |
| Укупно(4)       | 5        | 2    | 7      |

## Алпско скијање

### Мушкарци
| Такмичар    | Дисциплина | Резултати    | Резултати    | Резултати    | Резултати    | Резултати         |              |
| Такмичар    | Дисциплина | 1. трка      | 2. трка      | Укупно       | Заостатак    | Пласман/уч. (ук.) |              |
| ----------- | ---------- | ------------ | ------------ | ------------ | ------------ | ----------------- | ------------ |
| Кристоф Ру  | Велеслалом | 1:22,70 (51) | 1:24,42 (41) | 2:47,12      | 9,29         | 44 / 81 (103)     |              |
| Кристоф Ру  | Слалом     | 51,90 (35)   | 53,85 (28)   | 1:45,75      | 6,43         | 28 / 48 (102)     |              |
| Урс Имбоден | Слалом     | Није завршио | Није завршио | Није завршио | Није завршио | Није завршио      | Није завршио |

## Биатлон

### Мушкарци
| Такмичар       | Дисциплина  | Резултати            | Резултати            | Резултати            | Резултати            |
| Такмичар       | Дисциплина  | Време                | Промашаји            | Заостатак            | Пласман/учес.        |
| -------------- | ----------- | -------------------- | -------------------- | -------------------- | -------------------- |
| Виктор Пинзару | Појединачно | 58:42,6              | 3 (0+1+0+2)          | 10:20,1              | 70 / 88 (88)         |
| Виктор Пинзару | Спринт      | 27:52,6              | 1 (1+0)              | 3:44,8               | 70 / 88 (88)         |
| Виктор Пинзару | Потера      | Није се квалификовао | Није се квалификовао | Није се квалификовао | Није се квалификовао |

### Жене
| Такмичар           | Дисциплина  | Резултати | Резултати   | Резултати | Резултати     |
| Такмичар           | Дисциплина  | Време     | Промашаји   | Заостатак | Пласман/учес. |
| ------------------ | ----------- | --------- | ----------- | --------- | ------------- |
| Наталија Леченкова | Појединачно | 44:34,9   | 2 (0+1+1+0) | 3:42,1    | 37 / 86 (87)  |
| Наталија Леченкова | Спринт      | 22:18,2   | 2 (1+1)     | 2:22,6    | 53 / 88 (89)  |
| Наталија Леченкова | Потера      | 37:38,5   | 4 (1+0+0+3) | 7:22,5    | 56 / 57 (60)  |

## Санкање

#### Мушкарци
| Такмичар       | Дисциплина  | 1 вожња  | 1 вожња | 2 вожња  | 2 вожња | 3 вожња  | 3 вожња | 4 вожња  | 4 вожња | Укупно   | Пласман      |
| Такмичар       | Дисциплина  | Резултат | Пласман | Резултат | Пласман | Резултат | Пласман | Резултат | Пласман | Укупно   | Пласман      |
| -------------- | ----------- | -------- | ------- | -------- | ------- | -------- | ------- | -------- | ------- | -------- | ------------ |
| Богдан Маковеј | Појединачно | 50,25    | 35      | 50,175   | 31      | 50,423   | 33      | 50.331   | 33      | 3:21,354 | 33 / 38 (39) |

## Скијашко трчање

### Мушкарци
| Такмичар     | Дисциплина     | Финале  | Финале    | Финале      |
| Такмичар     | Дисциплина     | Време   | Заостатак | Место/учес. |
| ------------ | -------------- | ------- | --------- | ----------- |
| Sergiu Balan | 15 км слободно | 42:12,1 | 8:35,8    | 86 / 95(96) |

### Жене
| Такмичар             | Дисциплина     | Финале  | Финале    | Финале       |
| Такмичар             | Дисциплина     | Време   | Заостатак | Место/учес.  |
| -------------------- | -------------- | ------- | --------- | ------------ |
| Александра Каменшчик | 10 км слободно | 31:01,0 | 6:02,6    | 71 / 78 (78) |